# Coniogramme caudata
Coniogramme caudata là một loài thực vật có mạch trong họ Adiantaceae. Loài này được (Wall.) Ching miêu tả khoa học đầu tiên năm 1934.